# Oléoplaste
Les oléoplastes sont des organites spécifiques des cellules végétales spécialisés dans le stockage des lipides, essentiellement sous forme de plastoglobules (gouttelettes lipidiques sphériques).
Ce sont des plastes sans pigments, et plus spécifiquement des leucoplastes.

## Comparaison

Les différents types de plastes.

Interconversions plastidiales.

Proplaste
- Plaste
  - Chloroplaste et étioplaste
  - Chromoplaste
  - Leucoplaste
    - Amyloplaste
      - Statolithe

    - Oléoplaste
    - Protéinoplaste